# Raheel Sharif
Pour les articles homonymes, voir Sharif.
Le général Raheel Sharif (ourdou : راحیل شریف), né le 16 juin 1956 à Quetta, dans le Baloutchistan, est un militaire pakistanais. Il a été à la tête des forces armées de son pays du 29 novembre 2013, lorsqu'il a succédé à Ashfaq Kayani, jusqu'au 29 novembre 2016.

## Biographie

### Jeunesse et éducation
Raheel Sharif est né à Quetta dans la province du Baloutchistan, mais est originaire du district de Gujrat. Son père, Muhammad Sharif, était un major de l'Armée pakistanaise.
Son frère aîné Shabbir, mort en 1971 pendant la guerre contre l'Inde, a été camarade de promotion du futur général puis président de la République, Pervez Musharraf. 
Raheel Sharif n'a pas de lien de parenté avec Nawaz Sharif, le Premier ministre qui l'a nommé.

### Carrière militaire
Il a fait ses études au Government College de Lahore puis à l'Académie militaire du Pakistan. En 1976, il est affecté à la 6e division des Frontier Corp.
Jeune officier, il sert dans une brigade d’infanterie du Gilgit puis en tant qu'aide de camp à l'Académie militaire. Il gravit ensuite les échelons de la hiérarchie militaire avec l’aide bienveillante de Pervez Musharraf, de treize ans son aîné. C'est ce dernier qui lui confie plus tard le commandement de la 11e division d'infanterie.
Sharif aurait joué un rôle important au sein de la hiérarchie militaire dans le basculement de la doctrine traditionnelle, principalement visée contre l'Inde, vers une politique consacrée à la lutte contre les talibans, dans le cadre de l'insurrection islamiste dans le Nord-Ouest.

#### Chef de l'armée

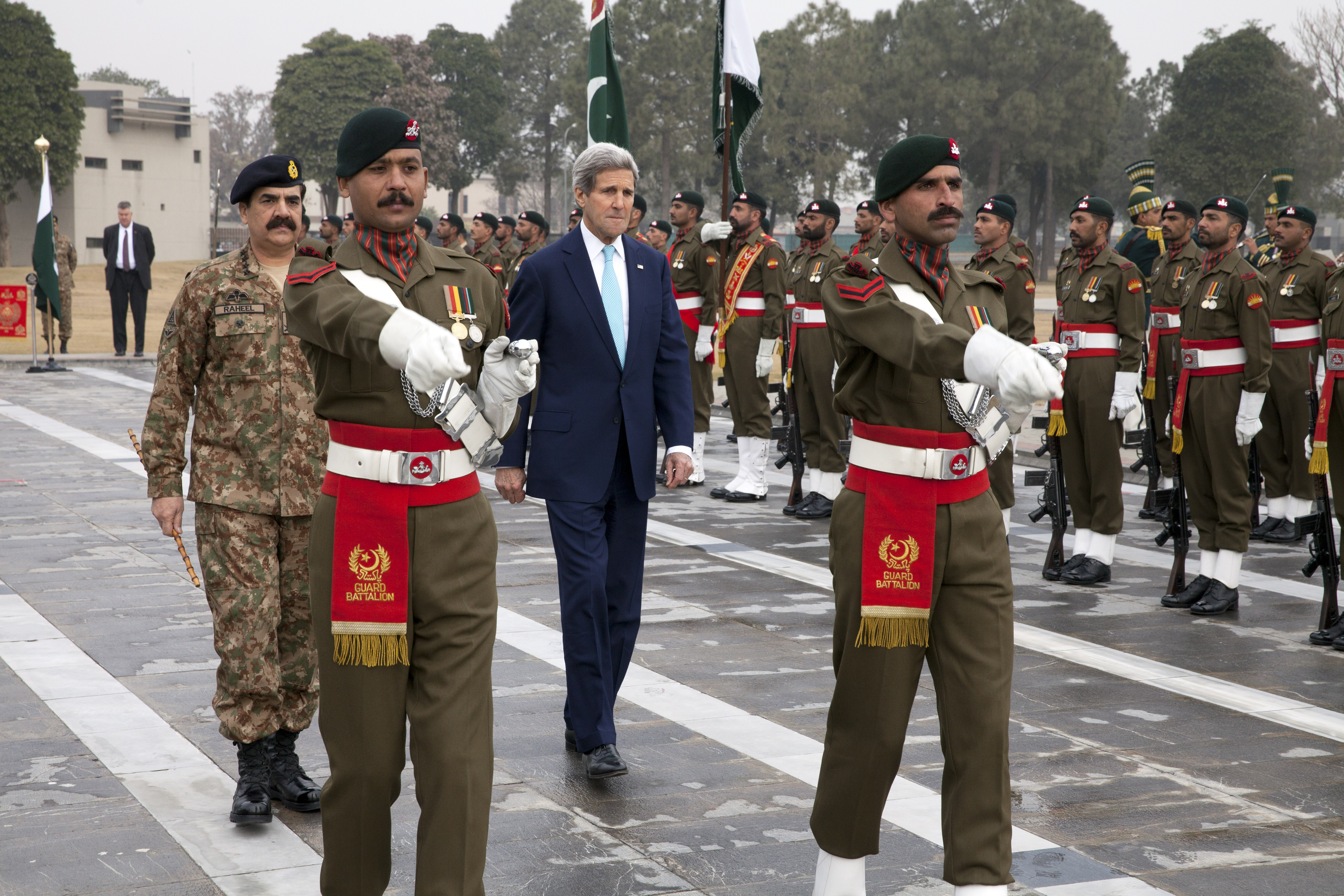
Raheel Sharif et le secrétaire d'État des États-Unis John Kerry au quartier-général de l'armée pakistanaise, en janvier 2015.

Le 27 novembre 2013, le Premier ministre Nawaz Sharif le nomme au poste du chef de l'armée pakistanaise et il prend ses fonctions deux jours plus tard, succédant à Ashfaq Kayani. Il est choisi face à deux autres officiers plus âgés que lui, alors qu'il est perçu comme peu attiré par un potentiel coup d’État contre le pouvoir civil. Face au conflit avec les insurgés islamistes, il lance l'opération Zarb-e-Azb dans le Waziristan du Nord, en juin 2014. 
Raheel Sharif annonce qu'il quittera ses fonctions à la date prévue, alors que les chefs de l'armée, comme son prédécesseur, sont souvent prolongés dans leur fonction. Ces prolongations sont souvent vues comme l'illustration de la domination des militaires sur les civils. Alors que des spéculations apparaissent sur son maintien face aux tensions avec l'Inde durant l'automne 2016, il quitte finalement son poste à la date prévue, le 29 novembre 2016. Il est remplacé par Qamar Javed Bajwa. Considéré comme populaire, il dénonce l'attitude « agressive » de l'Inde lors de son discours de retraite,. 
En avril 2017, il est nommé à la tête de l’Alliance militaire islamique pour combattre le terrorisme (IMCTC). susceptible d’être impliquée dans la guerre au Yémen.